# Schwarze Wette
Schwarze Wette ist die umgangssprachliche Bezeichnung für eine ohne Erlaubnis, also illegal, veranstaltete oder vermittelte Wette.

## Hintergrund
Erlaubnispflichtig sind Wetten immer dann, wenn sie als „öffentliche Glücksspiele“ durchgeführt werden. Eine Wette ist nur dann ein „Glücksspiel“, wenn die Teilnahme nur gegen ein Entgelt erfolgen kann und das bewettete Ereignis vom Zufall abhängt. „Öffentlich“ ist eine Wette, wenn die Möglichkeit der Teilnahme einem größeren, nicht geschlossenen Personenkreis offensteht. Öffentlichkeit wird vom Gesetzgeber auch dann angenommen, wenn die Wettveranstaltung gewohnheitsmäßig in Vereinen oder sonstigen geschlossenen Gesellschaften durchgeführt wird.
Öffentliche Glücksspiele dürfen nur mit behördlicher Erlaubnis veranstaltet oder vermittelt werden. Der Gesetzgeber beschränkt die Ereignisse, die Gegenstand von öffentlichen Wetten sein dürfen, auf Sportwetten und Pferdewetten. Andere Wetten (zum Beispiel auf den Ausgang von Wahlen, Wetten auf die Ergebnisse der nächsten Lotto-Ziehung, Nullstandswetten oder Ereigniswetten) sind nicht erlaubnisfähig. Aber auch Sportwetten sind nur auf den Ausgang oder auf Abschnitte eines Sportereignisses erlaubnisfähig, nicht hingegen auf andere Ereignisse während des Spielablaufs (z. B. nächste gelbe Karte, Ecke, nächstes Foul etc.). Für die Bezeichnung einer illegalen Wette als „Schwarze Wette“ kommt es nicht darauf an, ob die jeweiligen Wettangebote nach den gesetzlichen Vorgaben erlaubt werden können, der Veranstalter oder Vermittler indes nicht über eine Erlaubnis verfügt (z. B. Internet-Sportwettangebote ausländischer Anbieter), oder ob die Wettangebote überhaupt nicht erlaubnisfähig sind.
Wettangebote, die nach diesen gesetzlichen Regelungen nicht erlaubt oder nicht erlaubnisfähig sind, werden als „Schwarze Wetten“ bezeichnet.

## Allgemeines
Der Wortbestandteil „schwarz“ wird im übertragenden Sinne mit der Bedeutung „illegal, ohne Genehmigung“ verwendet, z. B. Schwarzgeld, Schwarzarbeit, Schwarze Kassen, Schwarzfahren etc.